# 埃普特河畔巴赞库尔
埃普特河畔巴赞库尔（法語：Bazincourt-sur-Epte，法語發音：[bazɛ̃kuʁ syʁ ɛpt]）是法国厄尔省的一个市镇，位于该省东北部，和瓦兹省接壤，属于莱桑德利区。

## 地理
埃普特河畔巴赞库尔（49°18'42"N, 1°46'2"E）面积11 平方千米，位于法国诺曼底大区厄尔省，该省份为法国北部内陆省份，北起滨海塞纳省，西接奧恩省和卡爾瓦多斯省，南至厄尔-卢瓦省，东临瓦兹省、瓦兹河谷省和伊夫林省。
与埃普特河畔巴赞库尔接壤的市镇（或旧市镇、城区）包括：日索尔、阿梅库尔、埃贝库尔、埃普特河畔埃拉尼、塞里方丹、圣但尼勒费尔芒。
埃普特河畔巴赞库尔的时区为UTC+01:00、UTC+02:00（夏令时）。

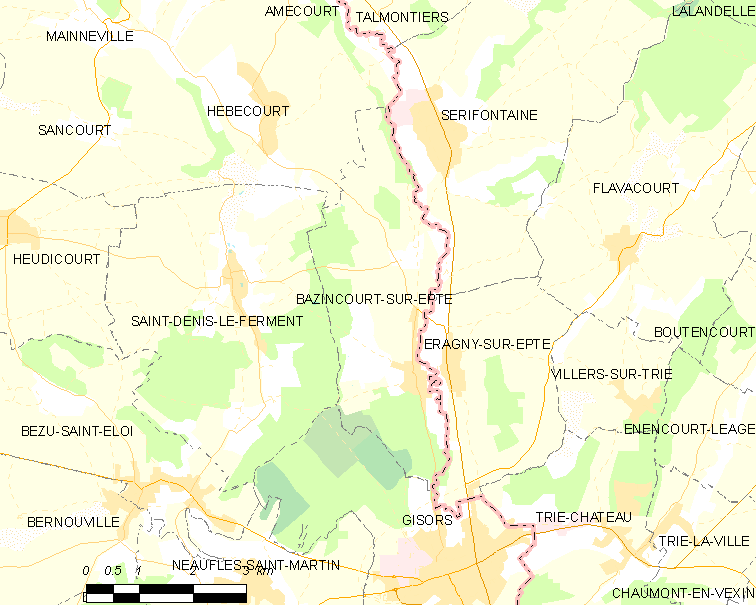
埃普特河畔巴赞库尔的OSM定位图

## 行政
埃普特河畔巴赞库尔的邮政编码为27140，INSEE市镇编码为27045。

## 政治
埃普特河畔巴赞库尔所属的省级选区为日索尔县。

## 交通
厄尔省省道D14线和D16线在市中心交汇。

## 人口

1962-2008年间埃普特河畔巴赞库尔人口变化图示

埃普特河畔巴赞库尔于2022年1月1日时的人口数量为780人。